# Rhytiphora multispinis
Rhytiphora multispinis là một loài bọ cánh cứng trong họ Cerambycidae.